# Paul Agnew
Pour les articles homonymes, voir Agnew.
Paul Agnew [prononcé ag-nou, le g se prononce], né à Baillieston, en Écosse, le 11 avril 1964, est un chanteur classique, dont le registre est celui du ténor mais aussi de la haute-contre. Outre la musique des Renaissances italienne et anglaise, il interprète les œuvres du répertoire baroque (qu'il puise dans les divers genres musicaux de cette époque : religieux autant que profane, ou encore dans l'opéra). 
Il est formé de manière approfondie au chant et plus généralement à la musique, dès l'âge de sept ans, en tant que membre du pupitre des soprani dans le chœur de la cathédrale de Cardiff (au Pays de Galles) puis dans le chœur de la cathédrale de Birmingham, et enfin en tant que Choral Scholar au Magdalen College (Oxford), où il effectue également des études de musicologie.
À la demande de William Christie, directeur musical des Arts florissants, il dirige l'ensemble vocal et instrumental en 2007.
En septembre 2013, il est nommé directeur musical adjoint de l'ensemble.
Il est désormais co-directeur de l’ensemble.

## Carrière
Sa voix de haute-contre le pousse vers la musique baroque. Cette voix issue de la tradition chorale chrétienne est restée développée au Royaume-Uni.
Voici une liste non exhaustive des œuvres qu'il a interprétées :
- Jason dans Médée H.491 de Marc-Antoine Charpentier
- Orphée dans La Descente d’Orphée aux enfers H.488 de Marc-Antoine Charpentier (1995), sous la direction de William Christie.
- Linco dans Amor Vince ogni cosa H.492 et 3 Airs sur les Stances du Cid  H.457, H.458, H.459,  de Marc-Antoine Charpentier (1996), sous la direction de William Christie.
- Hippolyte dans Hippolyte et Aricie, ainsi que les Grands Motets de Jean-Philippe Rameau, sous la direction de William Christie.
- Acis and Galatea (Acis et Galatée) de Haendel
- la Passion selon saint Jean, la Passion selon saint Marc, ainsi que des cantates de Johann Sebastian Bach
- Le récitant dans L’Enfance du Christ de Berlioz sous la direction de Philippe Herreweghe (1997)
- King Arthur de Purcell sous la direction de John Eliot Gardiner
- le rôle-titre, en alternance avec Jean-Paul Fouchécourt dans Platée de Rameau mis en scène par Laurent Pelly à Paris
- août - septembre 2006 : rôle d'Idoménée dans Idomeneo, re di Creta de Mozart dirigé par William Christie.
- octobre 2006 : Septimus dans l'oratorio Theodora de Haendel dirigé par Emmanuelle Haïm.
- mai 2007 : rôle-titre dans l'oratorio Belshazzar de Haendel.
- septembre - octobre 2007: Eumete dans Il ritorno d'Ulisse in patria de Claudio Monteverdi.
- février 2008 : le rôle-titre dans la tragédie lyrique Thésée, de Lully au Théâtre des Champs-Élysées à Paris, puis à Lille, sous la direction d'Emmanuelle Haïm.
- octobre 2008 : le rôle de Renaud dans Armide de Lully, au Théâtre des Champs-Élysées, sous la direction de William Christie.
- décembre 2009 : le rôle de Platée dans Platée de Rameau à l'Opéra de Paris.

## Discographie sélective
- 1997 : Hector berlioz, L'Enfance du Christ, avec Véronique Gens, Paul Agnew, Olivier Lallouette, Frédéric Caton, Collegium Vocale / La Chapelle Royale, Orchestre des Champs-Élysées, dir. Philippe Herreweghe, Harmonia Mundi 1997.
- 1999 : Marc-Antoine Charpentier, Divertissements, Airs et Concerts (H.501, H.545, H.469, H.464, H.461, H.442, H.449 b, H.462, H.452, H.443, H.441, H.455, H.467, H.446, H.447, H.454, H.484), Les Arts florissants, dir. William Christie CD Erato
- 2005 : Marc-Antoine Charpentier, "Grand Office des morts" H.2, H.12, H.311 et Te Deum H.146, Les Arts florissants, dir. William Christie CD Virgin classics
- 2006 : Marc-Antoine Charpentier, Le Jugement de Salomon H.422, Motet pour une longue offrande H.434, Les Arts florissants, dir. William Christie. CD Virgin classics
- 2013 : Wie schön leuchtet der Morgenstern, Noëls luthériens de Samuel Scheidt, Michael Praetorius, Matthias Weckmann, Johann Hermann Schein, Heinrich Schütz, Franz Tunder et Johann Crüger, avec Dorothee Mields et l'ensemble Lautten Compagney dirigé par Wolfgang Katschner